# Friedrich Wiegershaus
Friedrich Wiegershaus (* 2. Juni 1877 in Dilldorf bei Kupferdreh; † 1934) war ein deutschvölkischer Politiker.

## Leben
Wiegershaus wurde als Sohn eines Bäckermeisters geboren. Von Beruf war er kaufmännischer Angestellter und betätigte sich gewerkschaftlich im Deutschnationalen Handlungsgehilfen-Verband, dessen Elberfelder Ortsgruppe er 1909 leitete und aus dem er allerdings noch vor dem Weltkrieg ausschied. 1912 war er im Vorstand des Landesverbandes Westmark der Deutschsozialen Partei (DSP) sowie Leiter der Elberfelder Ortsgruppe der DSP. Ab 1916 führte er den vereinigten Landesverband der Deutschvölkischen Partei (DvP).
Nach dem Krieg war Wiegershaus im Frühjahr 1919 für die Deutschnationale Volkspartei (DNVP) Stadtverordneter in Elberfeld. Infolge des Aufgehens der DvP in die DNVP blieb der Reichsverband der DvP bestehen und wurde in den Deutschvölkischen Bund umgewandelt, zu dessen zweiten Vorsitzenden Wiegershaus am 30. März gewählt wurde (erster Vorsitzender wurde Ferdinand Werner). Durch die Fusion des Deutschvölkischen Bundes mit dem – durch den Alldeutschen Verband ins Leben gerufenen – Deutschen Schutz- und Trutzbund zum Deutschvölkischen Schutz- und Trutzbund am 1. Oktober 1919 wechselte Wiegershaus in diese neue, völkische Organisation. Im Schutz- und Trutzbund war Wiegershaus Leiter des Gaues Rheinland und zusammen mit Werner an dem Aufbau der Landesverbände in Hessen sowie im unbesetzten Teil des Rheinlands beteiligt.
Wiegershaus und Werner opponierten im Schutz- und Trutzbund schon recht früh gegen die interne alldeutsche Dominanz. So beschwerten sie sich über den ihrer Meinung nach zu autonom agierenden Hauptgeschäftsführer Alfred Roth beim geheimen Oberleiter Konstantin von Gebsattel, der sich schließlich veranlasst sah, beide im April 1920 zu stellvertretenden Vorsitzenden zu ernennen, wenn er auch die Einsprüche gegen seine eigene, diktatorische Rolle abwies. Auch später blieb das Verhältnis zwischen Roth und Wiegershaus, der von jenem fast nie im Vorhinein über seine Aktivitäten informiert wurde, worüber sich Wiegershaus u. a. beim geschäftsführenden Vorsitzenden Gertzlaff von Hertzberg beschwerte, gespannt. Bis zur Auflösung des Schutz- und Trutzbundes sekundierten Wiegershaus und Werner einander bei ihren Angriffen gegen die alldeutschen Gebsattel, Roth und Hertzberg.
In Elberfeld agierte Wiegershaus, ganz auf der Linie des Schutz- und Trutzbundes, mit einer kleinen Anfrage Anfang März 1920 bei der Stadtverwaltung gegen die Verteilung von 2040 Tonnen Weizenmehl an die Zentrale für Mazzeversorgung G.m.b.H. in Frankfurt am Main. In der DNVP engagierte er sich unterdessen weiterhin für die Völkischen. So hielt er auf dem zweiten Parteitag der DNVP am 25./26. Oktober 1920 in Hannover eine Rede zur Unterstützung des völkischen Antrags, die DNVP solle Stellung zur „Rassenfrage“ nehmen und Juden aus der Partei ausschließen (der Antrag wurde abgelehnt).
Als der Schutz- und Trutzbund im Sommer 1921 aufgrund persönlicher Rivalitäten, Abspaltungsbewegungen und Verboten in den meisten deutschen Ländern nach dem Mord an Walther Rathenau – von dem sich Wiegershaus noch in einem Brief an Hertzberg vom 21. Juli einen stärkeren Zusammenschluss des völkischen Lagers erhoffte – in Auflösung begriffen war, war Wiegershaus zusammen mit Werner, Artur Dinter und Theodor Fritsch Leiter einer Gruppe von Schutz- und Trutzbündlern, die aufs schärfste gegen Roth und Hertzberg opponierten und für die Gründung eines neuen völkischen Verbandes warben, der unter die Leitung von Ernst zu Reventlow gestellt werden sollte – einer der Ausgangspunkte für die spätere Deutschvölkische Freiheitspartei (DVFP), zu deren Mitbegründern Wiegershaus Ende 1922 gehörte. Noch vor dem endgültigen Ende des Schutz- und Trutzbundes wurden Wiegershaus und Werner auf dem „Deutschen Tag“ in Coburg (14. bis 15. Oktober 1922) von Hertzberg ihrer Ämter enthoben.
Nachdem die DVFP für die Reichstagswahl im Mai 1924 mit der verbotenen Nationalsozialistischen Deutschen Arbeiterpartei die Listenverbindung Nationalsozialistische Freiheitspartei (später: Nationalsozialistische Freiheitsbewegung) eingegangen war, traf Wiegershaus auf dem Parteitag dieser völkisch-nationalsozialistischen Zweckgemeinschaft in Weimar im August des Jahres Joseph Goebbels, den er darauf Anfang September als Redakteur für seine auflagenschwache Zeitschrift Völkische Freiheit engagierte. Anfang Oktober wurde er verantwortlicher Leiter der Redaktion, die nur aus ihm selbst bestand. Nachdem Adolf Hitler aus seiner Festungshaft entlassen worden war, begrüßte ihn Goebbels in der Völkischen Freiheit zur Jahreswende 1924/25 als „Führer und Held“. Wenig später veröffentlichte Goebbels am 17. Januar 1925 in der Zeitschrift ein eigenes Stellengesuch als Redakteur, was ihm die Kündigung durch Wiegershaus einbrachte.
Im Dezember 1924 war Wiegershaus für die Nationalsozialistische Freiheitspartei (angetreten unter dem Namen „Nationalsozialistische Freiheitsbewegung, Vereinigte völkische Liste“) in den preußischen Landtag gewählt worden, dem er von der konstituierenden Sitzung im Januar 1925 bis zu seinem Ausscheiden nach der Landtagswahl im Mai 1928 angehörte.

## Sonstiges
Das 1934 erschienene und vom völkischen Burschenschafter Karl Hoppmann verfasste Buch Friedrich Wiegershaus: Zur Erinnerung an den bergischen Dichter und völkischen Vorkämpfer wurde 1948 auf die Liste der auszusondernden Literatur der Sowjetischen Besatzungszone gesetzt.
Entgegen anderslautenden Angaben, die oft in der Literatur auftauchen, hatte Wiegershaus nie ein Reichstagsmandat.